# Elitserien i baseboll 1983
Elitserien i baseboll 1983 var den för 1983 års säsong högsta serien i baseboll i Sverige. Totalt deltog 8 lag i serien, där alla lag spelade mot varandra två gånger vilket gav totalt 14 omgångar. Efter detta gick de sex främsta vidare till en fortsättningsserie och de två sämsta till nedflyttningsserien. I fortsättningsserien spelade lagen mot varandra tre gånger, vilket gav ytterligare 15 omgångar. De två främsta lagen i fortsättningsserien möttes sedan i SM-final i bäst av fem matcher. I nedflyttningsserien spelade de två lagen från Elitserien mot de två bästa i divisionen under. De två främsta fick spela i Elitserien kommande säsong.

## Grundserien
| Nr | Lag             | Matcher | Vunna | Förlorade | Vinstprocent |
| -- | --------------- | ------- | ----- | --------- | ------------ |
| 1  | Bagarmossen     | 14      | 12    | 2         | 0.857        |
| 2  | Skarpnäck       | 14      | 10    | 4         | 0.714        |
| 3  | Leksand         | 14      | 10    | 4         | 0.714        |
| 4  | Sundbyberg      | 14      | 8     | 5         | 0.571        |
| 5  | Kungsängen      | 14      | 7     | 7         | 0.500        |
| 6  | Ljusdal Strikes | 14      | 4     | 10        | 0.286        |
| 7  | Sundsvall       | 14      | 3     | 11        | 0.214        |
| 8  | Rättvik         | 14      | 1     | 13        | 0.071        |

## Fortsättningsserien
| Nr | Lag             | Matcher | Vunna | Förlorade | Vinstprocent |
| -- | --------------- | ------- | ----- | --------- | ------------ |
| 1  | Bagarmossen     | 15      | 13    | 2         | 0.867        |
| 2  | Leksand         | 15      | 11    | 4         | 0.733        |
| 3  | Skarpnäck       | 15      | 10    | 5         | 0.667        |
| 4  | Sundbyberg      | 15      | 6     | 9         | 0.400        |
| 5  | Kungsängen      | 15      | 3     | 12        | 0.200        |
| 6  | Ljusdal Strikes | 15      | 2     | 13        | 0.133        |

### Final
| Nr | Lag         | Matcher | Vunna | Förlorade | Vinstprocent |
| -- | ----------- | ------- | ----- | --------- | ------------ |
| 1  | Leksand     | 3       | 3     | 0         | 1.000        |
| 2  | Bagarmossen | 3       | 0     | 3         | 0.000        |

## Nedflyttningsserien
| Nr | Lag        | Matcher | Vunna | Förlorade | Vinstprocent |
| -- | ---------- | ------- | ----- | --------- | ------------ |
| 1  | Skellefteå | 9       | 5     | 4         | 0.556        |
| 2  | Rättvik    | 9       | 5     | 4         | 0.556        |
| 3  | Insjön     | 9       | 5     | 4         | 0.556        |
| 4  | Sundsvall  | 9       | 3     | 6         | 0.333        |

### Webbkällor
- Svenska Baseboll- och Softbollförbundet, Elitserien 1963-